# Saint-Laurent-l'Abbaye
Saint-Laurent-l'Abbaye é uma comuna francesa na região administrativa de Borgonha-Franco-Condado, no departamento de Nièvre. Estende-se por uma área de 1,41 km². Em 2010 a comuna tinha 219 habitantes (densidade: 155,3 hab./km²).